# Бінарна операція
Біна́рна опера́ція (двомісна операція) — це математичне правило комбінування двох елементів (які називаються операндами), для отримання іншого елемента. Формально, це операція арності 2 (див. Містність операції).

## Визначення
Бінарною операцією на множині {\displaystyle \,S} є відображення декартового добутку {\displaystyle \,S\times S} в множину {\displaystyle \,S}:
{\displaystyle \,f\colon S\times S\rightarrow S.}
Бінарні операції часто записують за допомогою інфікса, наприклад, a * b, a + b, a • b, замість функціонального запису f(a, b).
Іноді елементи просто пишуть одне за одним без інфікса: ab.
Бінарні операції є наріжним каменем алгебричних структур, що їх вивчають в абстрактній алгебрі.
Бінарні операції входять в означення таких структур, як групи, моноїди, напівгрупи, кільця, поля тощо. 
За визначенням: магма є множиною з довільною бінарною операцією на ній.

## Типи бінарних операцій
Багато бінарних операцій, що становлять інтерес, є комутативними чи асоціативними. Багато з них також мають нейтральний елемент та обернені елементи.
Типовими прикладами таких бінарних операцій є додавання (+) і множення (*) чисел та матриць.
Прикладами некомутативних бінарних операцій є віднімання (-), ділення (/), піднесення до степеня (^), композиція функцій.
Деякі операції мають властивість ідемпотентності чи дистрибутивності.

## Приклади бінарних операцій
- арифметичні дії з числами: додавання, віднімання, множення, ділення;
- додавання, множення матриць;
- об'єднання і перетин множин;
- добуток графів.

## Зовнішні бінарні операції
Зовнішня бінарна операція — це бінарна операція з {\displaystyle \,K\times S} в {\displaystyle \,S}.
Вона відрізняється від бінарної операції тим, що K не обов'язково є S, її елементи беруться "зовні".
Прикладом зовнішньої бінарної операції є множення на скаляр в лінійній алгебрі. В цьому випадку K є полем, а S — векторним простором над цим полем.
Зовнішню бінарну операцію можна з іншого боку розглядати як групову дію: K діє на S.